# El ojo de la mente
El ojo de la mente —cuyo título original en inglés es Splinter of the mind's eye— es una novela escrita por Alan Dean Foster, autor que anteriormente adaptó el guion original de la película La guerra de las galaxias (posteriormente Star Wars: Episode IV - A New Hope), dirigida por George Lucas. Publicada en 1978 por la editorial Ballantine Books, división de Random House Inc., la novela se promocionó como las "nuevas aventuras de los personajes creados por George Lucas".
En España se publica con el sello de la editorial Argos-Vergara, perteneciente a la Librería Editorial Argos S.A. de Barcelona, en julio de 1978, y traducida por Iris Menéndez.
Se trata de una novela que prosigue con los personajes de la película La guerra de las galaxias, creados por George Lucas en 1977, pero al haberse realizado antes de las dos películas siguientes de la trilogía original, The Empire Strikes Back (1980) y Return of the Jedi (1983); se desarrolla con una línea argumental que nada tiene que ver con lo que posteriormente se conoció en las películas siguientes, contemplándose errores de continuidad.
En esta obra, Luke Skywalker, que continúa al servicio de la Alianza Rebelde, debe acompañar a la princesa Leia Organa a una importante reunión diplomática en el cuarto planeta de la estrella Circarpo Mayor. Sin embargo, una tempestad de energía les obliga a aterrizar en el inexplorado planeta Mimban. Allí conocerán a la hechicera Halla, poseedora de un fragmento del Cristal de Kaibur, un talismán legendario al que se le atribuyen poderes extraordinarios. Juntos, lucharán por conseguir reunir los fragmentos del cristal y acabar con las minas de energía que las fuerzas imperiales han instalado en el planeta.
Además de los dos protagonistas, otros personajes conocidos como C3PO, R2D2 (en la traducción latinoamericana: See Threepio y Artoo) y el malvado lord sith Darth Vader también reaparecen en esta novela, junto a nuevos personajes como el capitán Grammel, el gobernador Essada y los yuzzem: Hin, Kee y otros como Puddra o los coway.
Destaca especialmente que la novela fuera promocionada como: "Un libro para todas las edades, una obra que logra aunar la imaginación más audaz y el más claro simbolismo. Un alarde de ficción científica, pero también, acaso, un claro espejo del futuro de la Humanidad".
- Datos: Q2262725